# Galerija Zvonimir
Galerija Zvonimir zagrebačka je likovna galerija.
Galerija djeluje u sastavu Odjela za kulturno-društvene djelatnosti Službe za odnose s javnošću i informiranje Ministarstva obrane Republike Hrvatske. Organizira izložbe tematski vezane uz Domovinski rat, obljetnice postrojbi te obilježavanje važnijih datuma iz novije hrvatske povijesti.
Također organizira i likovne izložbe te surađuje s drugim kulturnim ustanovama i pojedincima. Priređuje i likovne i izložbe fotografija djelatnika ili umirovljenih djelatnika Ministarstva obrane. Kao sastavni dio Ministarstva obrane ustupa prostor i za razne humanitarne akcije, izložbe i druga događanja.

## Vanjske poveznice
Mrežna mjesta
- Galerija Zvonimir  Arhivirana inačica izvorne stranice od 15. prosinca 2017. (Wayback Machine), na mrežnim stranicama MORH-a